# Peter R. Pawlik

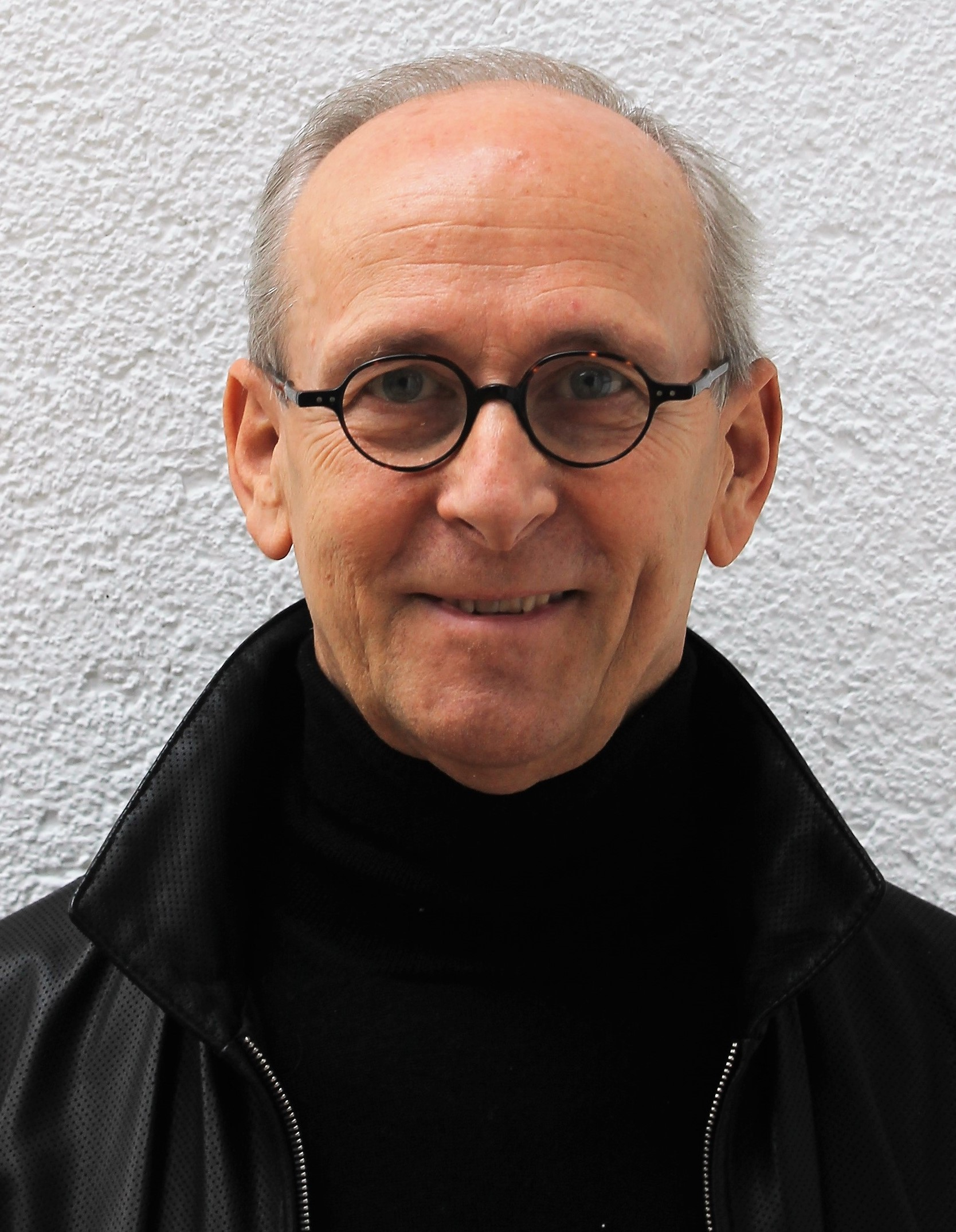
Peter R. Pawlik (2013)

Peter Rolf Pawlik (* 5. April 1946 in Wilhelmshaven) ist ein deutscher Architekt, Historiker und Buchautor.

## Werdegang
Nach der mittleren Reife an der Freiherr-vom-Stein-Schule in Wilhelmshaven absolvierte er von 1963 bis 1965 eine zweieinhalbjährige Maurerlehre mit Auszeichnung und dem Abschluss als Facharbeiter bei Firma Peter Bauwens. Seinen Wehrdienst absolvierte er im Panzergrenadierbataillon in Varel, letzter Dienstgrad: Leutnant der Reserve. Von 1968 bis 1971 studierte er Hochbau an der Staatlichen Ingenieurakademie in Oldenburg mit dem Abschluss Ing. Grad. Er wechselte danach an die Technische Universität Berlin, wo er Architektur und Städtebau studierte um sich dann dem Schwerpunkt Krankenhausbau am gleichnamigen Institut zuzuwenden. Dort schloss er auch 1974 seine Diplomprüfung bei Peter Poelzig und Franz Labryga ab. Während seines Studiums arbeitete er in verschiedenen Architekturbüros in Wilhelmshaven, Berlin und in Zürich/Schweiz.
Anschließend war er als Architekt im Berliner Büro von Georgije Nedeljkov tätig (Krankenhausbau, Medizintechnik, Wettbewerbe). 1977 baute er das Berliner Büro für den Planungsring Dr. Jüchser auf und wurde dessen Bürochef. Er leitete das Generalplanungsteam für das Krankenhausprojekt St. Joseph Krankenhaus in Berlin-Tempelhof. 1983 wurde er als Partner in den Planungsring Dr. Jüchser und Pawlik berufen.
Neben seiner Architektentätigkeit schrieb er seine Dissertation mit dem Thema „Analyse der in der Bundesrepublik Deutschland geltenden und in Vorbereitung befindlichen Krankenhausbauverordnungen - Darstellung von Kostenkonsequenzen“. 1984 wurde er am Institut für Krankenhausbau der Technischen Universität TU Berlin  zum Dr.-Ing. „mit Auszeichnung“ promoviert. Seit 1983 arbeitete er als selbstständiger Architekt, zunächst als Partner im Planungsring Dr. Jüchser + Dr. Pawlik, seit 1989 im Planungsring Dr. Pawlik + Partner und seit 2015: Planungsring Dr. Pawlik & Co. Generalplanungsgesellschaft mbH. Er hat mit seinem Büro ca. 100 Projekte realisiert, davon mehr als die Hälfte Krankenhausprojekte, zumeist als Generalplaner.
2017 hat er sein Büro an sander.hofrichter architekten veräußert. Seither hat er einen Schwerpunkt als Autor von Fachbüchern, wissenschaftlichen Artikeln und Beratungen.
Pawlik hält bis heute regelmäßig Vorträge im In- und Ausland zu krankenhausspezifischen und krankenhaushistorischen Themen. Er war Dozent für Krankenhausbau an der Hochschule der Diakonie Berlin (1988–1992). Er war 16 Jahre (1998–2015) Vorstandsmitglied der AKG - Architekten für Krankenhausbau und Gesundheitswesen e. V. und neun Jahre deren Vorstandsvorsitzender (2006–2015). 2021 wurde er von den AKG zum Ehrenmitglied ernannt. Er war bis 2024 Vorstandsmitglied in der DGKG-Deutsche Gesellschaft für Krankenhausgeschichte e. V. und ist Deutscher Delegierter in der UIA-Public Health Group.
Als Buchautor hat er inzwischen 10 Bücher verfasst, darunter drei Architektenmonografien (Hermann Distel, Ernst Kopp und Moshe Zarhy) und zahlreiche deutsch- und englischsprachige Aufsätze zu Architektur- und medizinhistorischen Themen in diversen Publikationen.

## Bauten (Auswahl)

St. Josef Krankenhaus, Berlin-Tempelhof

Klinikum Emil von Behring, Berlin-Zehlendorf

- St. Josef Krankenhaus, Berlin-Tempelhof
- Klinikum Emil von Behring (mit Gottfried Böhm), Berlin-Zehlendorf
- Altmarkklinikum Salzwedel
- Klinik St. Marienstift Magdeburg
- DRK Krankenhaus Chemnitz-Rabenstein
- Elisabeth Diakonissen- und Krankenhaus, Berlin-Tiergarten
- Seehotel Rheinsberg
- Hôpital Régional de Sikasso, Republik Mali

## Publikationen (Auswahl)
- Analyse der in der Bundesrepublik Deutschland geltenden und in Vorbereitung befindlichen Krankenhausbauverordnungen. Darstellung von Kostenkonsequenzen. Dissertation, TU Berlin 1984, ISBN 3-7983-1029-7.
- Von Bergedorf nach Germania: Hermann Distel (1875–1945). Ein Architektenleben in bewegter Zeit. Murken-Altrogge, Herzogenrath 2009, ISBN 978-3-935791-32-8.
- Von Saarow nach Alexandria: Ernst Kopp (1890–1962). Die Umwege eines bedeutenden Krankenhaus-Baumeisters. Murken-Altrogge, Herzogenrath 2013, ISBN 978-3-935791-45-8.
- Moshe Zarhy: Health Facilities in Israel. Dom Publishers, Berlin 2014, ISBN 978-3-86922-340-7.
- Grüße aus dem Krankenhaus. Postkarten von Berliner Krankenhäusern. Bilder und Texte zur Entwicklung des Berliner Krankenhauswesens von der Gründer- bis zur Nachkriegszeit. (mit Axel Hinrich Murken), Murken-Altrogge, Herzogenrath 2017, ISBN 978-3-935791-49-6.
- Beelitz-Heilstätten: Heilpalast – Lost Place – Neue Stadt (mit Irene Krause), Geymüller Verlag für Architektur, Aachen 2021, ISBN 978-3-943164-52-7.
- 50 Jahre Deutsche Gesellschaft für Krankenhausgeschichte (mit Axel Hinrich Murken), Herzogenrath 2021, ISBN 978-3-935791-62-5.
- Von der Gesundheitsmaschine zum Digital Hospital – 50 Jahre AKG Architekten für Krankenhausbau und Gesundheitswesen e. V. (Idee und Mitautor, 2022)
- Vom Kunstdruck zum Original - Unser langer Weg zur Kunst, 2023, ISBN 978-3-00-075510-1
- Vom Armenhaus zum Klinikum / From poorhouse to clinic - Die Architekturgeschichte der Berliner Krankenhäuser, Berlin 2024